# 帕尔内叙罗克
帕尔内叙罗克（法語：Parné-sur-Roc，法語發音：[paʁne syʁ ʁɔk]，意为“岩石上的帕尔内”）是法国马耶讷省的一个市镇，属于拉瓦勒区。

## 地名
法语词“sur”意为“在……上方”，在地名中常接河名，此时地名按“XXX河畔XXX”译，但此处的“罗克”（Roc）并不是河名，而是意为“岩石”的法语词，“Parné-sur-Roc”一名意为“岩石上的帕尔内”。

## 地理
帕尔内叙罗克（48°0'21"N, 0°40'6"W）面积23.74 平方千米，位于法国卢瓦尔河地区大区马耶讷省，该省份为法国西北部内陆省份，北起芒什省和奧恩省，西接伊勒-维莱讷省，南至曼恩-卢瓦尔省，东临萨尔特省。
与帕尔内叙罗克接壤的市镇（或旧市镇、城区）包括：邦尚莱拉瓦勒、阿尔克奈、巴祖热、昂特拉姆、福尔塞、卢维涅、曼恩地区迈松塞勒。
帕尔内叙罗克的时区为UTC+01:00、UTC+02:00（夏令时）。

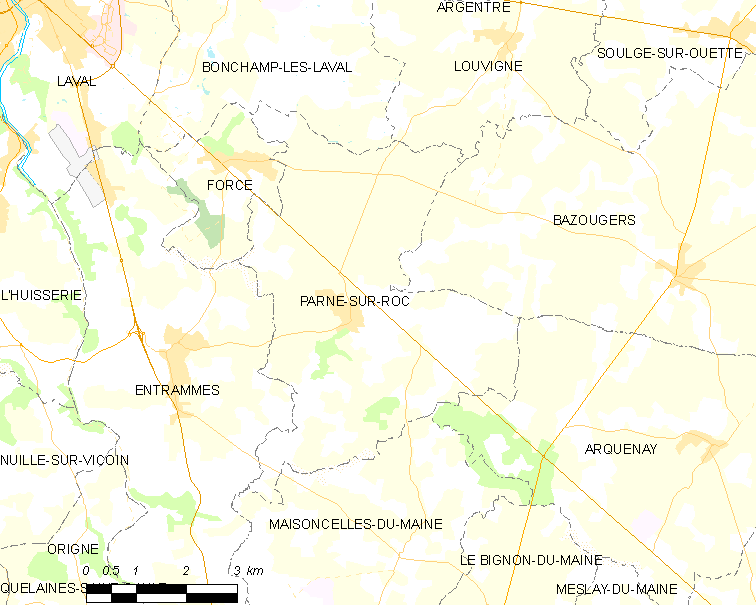
帕尔内叙罗克的OSM定位图

## 行政
帕尔内叙罗克的邮政编码为53260，INSEE市镇编码为53175。

## 政治
帕尔内叙罗克所属的省级选区为吕斯里县。

## 人口

1962-2008年间帕尔内叙罗克人口变化图示

帕尔内叙罗克于2022年1月1日时的人口数量为1384人。